# Toros
Pour le footballeur, voir Riccardo Toros.
Toros est une chaîne de télévision à péage espagnole du groupe Telefónica. La chaîne est diffusée exclusivement chez l'opérateur Movistar+. Elle émet aussi au Pérou et au Portugal.

## Histoire
La chaîne a été lancée le 9 mars 2011 en Espagne et au Portugal sous le nom de Canal+ Toros. Sa programmation se base sur les corridas en direct, mais diffuse aussi des émissions informatives, des entrevues, reportages et documentaires. Son coût est de 20€ mensuels. Au Portugal, la même chaîne à péage est disponible chez l'opérateur NOS et Meo pour 10€ par mois (chaîne en HD incluse). 
À partir du 1er août 2016, la chaîne change de nom et s'appelle désormais Toros TV, en éliminant la marque Canal+ pour ne pas payer les droits d'auteur à Vivendi. 
En 2017, la chaîne s'appelle simplement Toros. 

## Identité visuelle (logo)

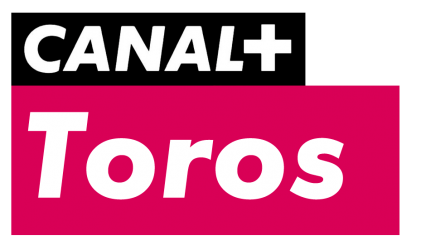
Logo de Canal+ Toros entre 2011 et 2016.
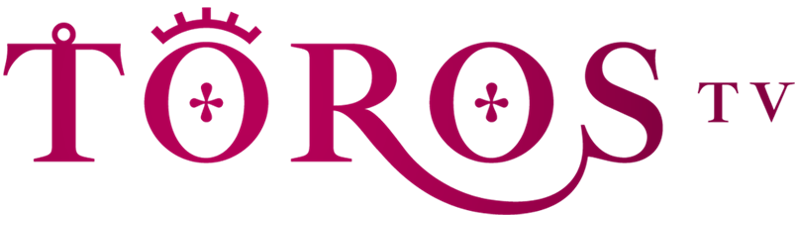
Logo de Toros TV du 1er août 2016 à 2017
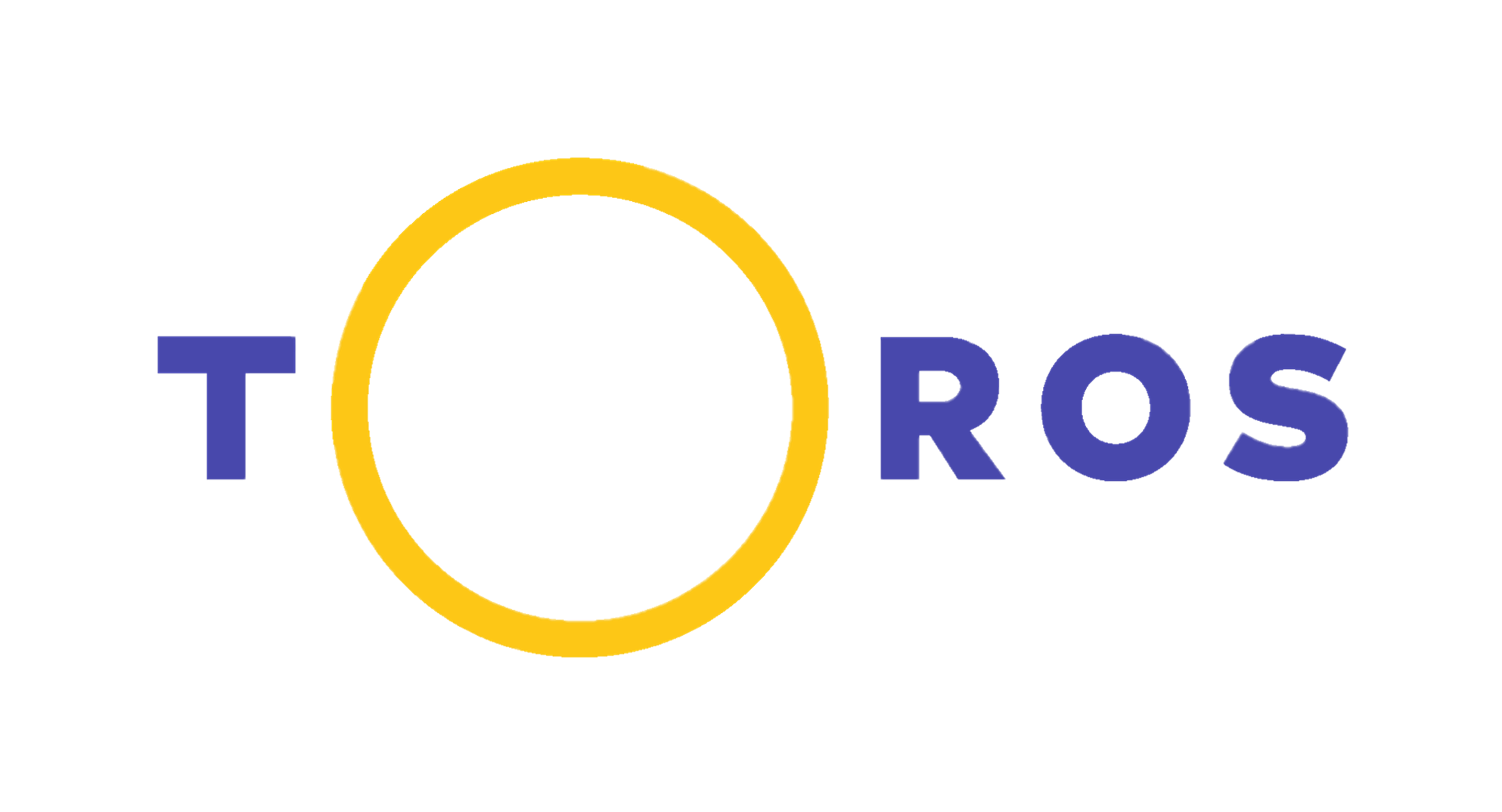
Logo de Toros depuis 2017.

## Plaza Toros
La chaîne Toros de Movistar a lancé Plaza Toros TV, une application mobile de streaming avec laquelle ses contenus seront accessibles "dans le monde entier", sauf en Espagne, au Portugal et au Pérou, "pays dans lesquels la chaîne est déjà distribuée". Il propose " l'actualité et les principales foires de la saison " dans des lieux où, jusqu'à présent, on ne pouvait pas profiter de la programmation taurine.